# Arvieux
Arvieux é uma comuna francesa na região administrativa da Provença-Alpes-Costa Azul, no departamento de Altos-Alpes. Estende-se por uma área de 72,62 km². Em 2010 a comuna tinha 369 habitantes (densidade: 5,1 hab./km²).